# Соколець (Нижньосілезьке воєводство)
Соколець (пол. Sokolec, нім. Falkenberg) — село в Польщі, у гміні Нова Руда Клодзького повіту Нижньосілезького воєводства.
Населення — 212 осіб (2011).
У 1975-1998 роках село належало до Валбжиського воєводства.

## Демографія
Демографічна структура станом на 31 березня 2011 року:
|          | Загалом | Допрацездатний вік | Працездатний вік | Постпрацездатний вік |
| -------- | ------- | ------------------ | ---------------- | -------------------- |
| Чоловіки | 111     | 25                 | 82               | 4                    |
| Жінки    | 101     | 18                 | 64               | 19                   |
| Разом    | 212     | 43                 | 146              | 23                   |